# Antoni Vilarrodona i Iglesias
Antoni Vilarrodona i Iglesias   (Barcelona, 7 de febrer de 1905 - valor desconegut) fou un futbolista català de la dècada de 1920.
Debutà molt jove al RCD Espanyol l'estiu de 1922, on jugà fins 1925. Fou el porter suplent d'Ibars primer i Ricard Zamora a continuació. L'any 1924 jugà a la Deportiva Universitaria de Saragossa. L'any 1925 ingressà al CE Sabadell.
La seva trajectòria continuà a l'Aragó on defensà els colors de Zaragoza CD, Huesca FC, i novament el Zaragoza CD, club on jugà després de resoldre un problema de duplicitat de fitxes, car també havia signat contracte amb l'Iberia SC de la mateixa ciutat. La temporada 1930-31 disputà un partit de Campionat de Catalunya amb l'Espanyol novament.
En començar la guerra civil, Vilarrodona es convertí en milicià i membre del Servicio de Información Militar (SIM), una mena de cos de policia polític. L'any 1939 es perd la seva pista, desconeixent-se si va morir en combat o va poder travessar la frontera al final de la guerra.